# 海边关木通
海边关木通（学名：Isotrema thwaitesii）又名石蟾蜍，是马兜铃科关木通属的直立亚灌木，是中国的特有植物。分布于中国的广东、香港，多生长于竹林中、山地灌丛中和山坡石隙上，目前尚未由人工引种栽培。
檐部长圆筒状, 紧贴花被管上部并斜向下, 最低处低于花被管最下部。